# Permoceratodus gentilis
A Permoceratodus gentilis az izmosúszójú halak (Sarcopterygii) osztályába és a tüdőshalalakúak (Ceratodontiformes) rendjébe tartozó fosszilis faj.

## Tudnivalók
Az eddigi ismeretek szerint nemének az egyetlen faja; továbbá alrendbe és családba sincs még besorolva.
A Permoceratodus gentilis a késő perm kor idején élt. A holotípust, amely a PIN 5543/3 raktárszámot kapta, Oroszország európai részén, a Vlagyimiri területen találták meg. Ez a maradvány a fejtető baloldalát képezi, azonban ez is részleges. Ettől eltérően, a kutatók a rokon leletekkel összehasonlítva megállapították, hogy nagytestű hal lehetett.